# 타격방해
타격방해란 야구에서 타석에 들어선 타자의 타격을 방해하는 행위를 일으키는 단어를 가리킨다. 보통 포수의 미트가 타자가 스윙하는 배트에 스치면서 발생하며, 실책으로 기록된다.

## 타격방해가 일어났을 때에 나오는 규칙
야구의 규칙에서는 타석에 들어선 타자의 타격을 고의로 방해해서는 안된다는 규칙이 존재한다. 만약 이를 어길 경우에는 타자에게 볼넷이나 몸에 맞는 공처럼 자동으로 1루에 진출하게 되며 만약 1루에 주자가 있다면 해당되는 주자에겐 안전진루권이 주어지게 된다. 이것이 만루라면 3루에 있는 주자는 안전진루권을 통해 자동으로 홈플레이트에 들어오므로 3루에 있는 주자의 득점으로 인정된다.

## 같이 보기
- 야구
- 규칙